# Chronologiczna lista przewodniczących parlamentu Atigui i Barbudy

## Rada Legislacyjna
| # | Imię i Nazwisko   | Portret | Kadencja      | Kadencja       |
| # | Imię i Nazwisko   | Portret | Od            | Do             |
| - | ----------------- | ------- | ------------- | -------------- |
| 1 | Alec Lovelace     |         | 6 lutego 1952 | 1958           |
| 2 | Ian Turbott       |         | 1958          | 1963           |
| 3 | Denfield W. Hurst |         | 1963          | 27 lutego 1967 |

## Izba Reprezentantów
| # | Imię i Nazwisko          | Portret | Kadencja         | Kadencja         | Partia polityczna | Partia polityczna |
| # | Imię i Nazwisko          | Portret | Od               | Do               | Partia polityczna | Partia polityczna |
| - | ------------------------ | ------- | ---------------- | ---------------- | ----------------- | ----------------- |
| 1 | Denfield W. Hurst        |         | 27 lutego 1967   | 5 grudnia 1970   |                   | ALP               |
| 2 | Cecil Hewlett            |         | 11 lutego 1971   | 31 stycznia 1976 |                   | ALP               |
| 3 | Casford Llewellyn Murray |         | 18 lutego 1976   | 18 lutego 1994   |                   | ABLP              |
| 4 | Bridget Harris           |         | 21 marca 1994    | 26 sierpnia 2004 |                   | ABLP              |
| 5 | Giselle Isaac-Arindell   |         | 29 sierpnia 2004 | 16 maja 2014     |                   | UPP               |
| 6 | Gerald Watt              |         | 25 czerwca 2014  | nadal            |                   | UPP               |

## Senat
| # | Imię i Nazwisko          | Portret | Kadencja        | Kadencja        | Partia polityczna | Partia polityczna |
| # | Imię i Nazwisko          | Portret | Od              | Do              | Partia polityczna | Partia polityczna |
| - | ------------------------ | ------- | --------------- | --------------- | ----------------- | ----------------- |
| 1 | Luther Reginald Wynter   |         | 1967            | 1968            |                   | ALP               |
| 2 | Clarence Addison Harney  |         | 1971            | 1976            |                   | PLM               |
| 3 | Keithly Heath            |         | 1976            | 1980            |                   | ALP               |
| 4 | Bradley Theodore Carrott |         | 1980            | 18 lutego 1994  |                   | ABLP              |
| 5 | Giselle Isaac-Arindell   |         | 21 marca 1994   | 26 lutego 2004  |                   | ABLP              |
| 6 | Edmond Mansoor           |         | 26 marca 2004   | 5 stycznia 2005 |                   | UPP               |
| 7 | Hazelyn Francis          |         | 7 stycznia 2005 | 16 maja 2014    |                   | UPP               |
| 8 | Alincia Williams-Grant   |         | 25 czerwca 2014 | nadal           |                   | ABLP              |